# Жанааул (Жарминский район)
Жанааул (каз. Жаңаауыл) — упразднённое село в Жарминском районе Восточно-Казахстанской области Казахстана. Входило в состав Шалабаевского сельского округа. Код КАТО — 634489200. Упразднено в 2019 г.

## Население
В 1999 году население села составляло 136 человек (66 мужчин и 70 женщин). По данным переписи 2009 года, в селе проживало 85 человек (49 мужчин и 36 женщин).